# Nauzika
A Nauzika a görög Nauszikaá név magyaros formája, jelentése: hajó + dicső, tündöklő.

## Gyakorisága
Az 1990-es években szórványos név, a 2000-es években nem szerepel a 100 leggyakoribb női név között.

## Névnapok
- július 28.[2]
- december 16.[2]